# بنكسية سويقية
بنكسية سويقية (الاسم العلمي: Banksia petiolaris) هي نوع نباتي يتبع جنس البنكسية من فصيلة البروطية.